# متعب المفرج
متعب المفرج (مواليد 19 أغسطس 1996) هو لاعب كرة قدم سعودي، يلعب في نادي الهلال في دوري المحترفين السعودي والمنتخب السعودي.

## مسيرته الكروية
لعب للفريق الأول في نادي الهلال في عام 2018 وأُعير إلى نادي التعاون لمدة عام وبعدها عاد إلى الهلال و أعير إلى نادي الشباب في عام 2019 .

## حياته الشخصية
متعب هو شقيق كل من اللاعبين فهد المفرج وعبد العزيز المفرج.

## الإحصائيات

### النادي
آخر تحديث 30 مايو 2021.
| النادي          | الموسم   | الدوري         | الدوري | الدوري  | كأس الملك | كأس الملك | آسيا   | آسيا    | أخرى   | أخرى    | المجموع | المجموع |
| النادي          | الموسم   | الدرجة         | الظهور | الأهداف | الظهور    | الأهداف   | الظهور | الأهداف | الظهور | الأهداف | الظهور  | الأهداف |
| --------------- | -------- | -------------- | ------ | ------- | --------- | --------- | ------ | ------- | ------ | ------- | ------- | ------- |
| الهلال          | 2017–18  | الدوري السعودي | 0      | 0       | 0         | 0         | 0      | 0       | 3      | 0       | 3       | 0       |
| الهلال          | 2020–21  | الدوري السعودي | 8      | 0       | 0         | 0         | 0      | 0       | 0      | 0       | 8       | 0       |
| الهلال          | المجموع  | المجموع        | 8      | 0       | 0         | 0         | 0      | 0       | 3      | 0       | 11      | 0       |
| التعاون (إعارة) | 2018–19  | الدوري السعودي | 18     | 0       | 6         | 0         | —      | —       | —      | —       | 24      | 0       |
| الشباب (إعارة)  | 2019–20  | الدوري السعودي | 4      | 0       | 1         | 0         | —      | —       | 4      | 0       | 9       | 0       |
| الإجمالي        | الإجمالي | الإجمالي       | 30     | 0       | 7         | 0         | 0      | 0       | 7      | 0       | 44      | 0       |

1. 1 2  المباريات في كأس العرب للأندية الأبطال

## الإنجازات

### الهلال
- الدوري السعودي: 2017–18، 2020–21
- كأس الملك: 2019–20
- كأس السوبر السعودي: 2021
- دوري أبطال آسيا: 2021

### التعاون
- كأس الملك: 2019

## وصلات خارجية
- متعب المفرج على موقع قاعدة بيانات كرة القدم.إي يو (الإنجليزية)
- متعب المفرج على موقع ناشيونال فوتبول تيمز (الإنجليزية)
- متعب المفرج على موقع Soccerway.com (الإنجليزية)
- متعب المفرج على موقع عالم كرة القدم.نت (الإنجليزية)
- متعب المفرج على موقع كووورة